# Sagui-de-tufo-branco
O sagui-de-tufo-branco, sagui-do-nordeste, mico-estrela ou sagui-comum (nome científico: Callithrix jacchus), também genericamente designado massau, mico, saguim, sauí, sauim, soim, sonhim, tamari e xauim, é uma espécie de macaco de pequeno porte do Novo Mundo. Originário do Nordeste do Brasil, atualmente é encontrado também em partes das regiões Sudeste e Norte, além de criado em cativeiro em diversos países.

## Etimologia
Sagui, sauí, sauim (a partir de sauhim, de 1817), xauim, soim e sonhim derivam do tupi sa'gwi ou sa'gwĩ. Saguim, por sua vez, originou-se no aportuguesamento histórico do mesmo termo tupi, ou seja, çagoym (de 1511), que depois evoluiu para a forma atual em 1587. Tamari tem provável origem tupi, enquanto massau tem origem obscura. Por fim, mico originou-se, possivelmente através do espanhol, na extinta língua cumanagota do Caribe e significa "mico de cauda longa".

## Taxonomia e evolução

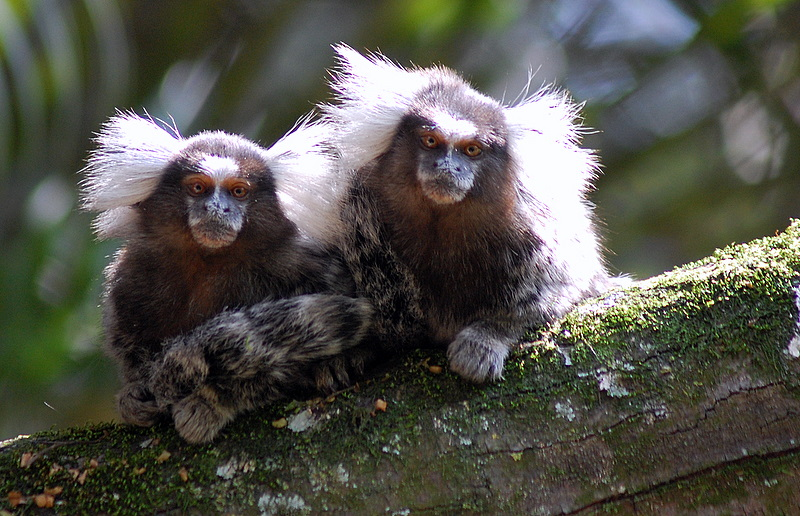
Saguis-de-tufo-branco em São Paulo, Brasil

Os saguis que ocorrem na mata atlântica já foram considerados todos como subespécies de sagui-de-tufo-branco. Contudo, atualmente, todos os taxónimos derivados são considerados como espécies separadas, e o sagui-de-tufo-branco refere-se apenas às populações que ocorrem no Nordeste brasileiro e na caatinga.
Estudos realizados com morfometria de crânios colocaram o sagui-de-tufo-branco como membro do grupo-irmão de uma classificação monofilética formada pelas espécies sagui-de-wied (Callithrix kuhlii), sagui-de-tufos-pretos (Callithrix penicillata) e sagui-de-cara-branca (Callithrix geoffroyi). Entretanto, dados moleculares sugerem outro clado, em que o sagui-de-cara-branca faria parte do grupo-irmão de um clado com uma politomia não definida entre as espécies sagui-de-wied, sagui-de-tufos-pretos e sagui-de-tufo-branco.

## Características
Os machos de sagui-de-tufo-branco são ligeiramente mais leves que as fêmeas, com os primeiros pesando cerca de 318 gramas, e as segundas entre 322 (natureza) e 360 gramas (cativeiro). Sua pelagem é estriada na orelhas e manchada de branca na testa. A coloração geral do corpo é acinzentada-clara com reflexos castanhos e pretos. A cauda é maior do que o corpo e tem a função de garantir o equilíbrio do animal.

## Distribuição Geográfica e hábitat
Habita florestas arbustivas da caatinga e a mata atlântica do Nordeste brasileiro, ocorrendo de forma nativa nos estados de Alagoas, Bahia, Ceará, Maranhão, Paraíba, Pernambuco, Piauí, Rio Grande do Norte, Sergipe e Tocantins até o sul da desembocadura do rio São Francisco. Foi uma espécie introduzida em várias localidades do Brasil, sendo muito comum em remanescentes de floresta degradada da mata atlântica e existem populações estabelecidas na Ilha de Santa Catarina e até em Buenos Aires, na Argentina, e são avistados em alguns locais do Rio de Janeiro, onde originalmente não ocorriam.
No Recôncavo Baiano, parece haver uma zona de hibridação do sagui-de-tufos-pretos, fato que parece ter ocorrido devido ao desmatamento, já que provavelmente essa área era habitada por sagui-de-wied. Entretanto, alguns estudos mostram que muitas dessas populações não estão consolidadas, mas se mantêm graças a novas introduções realizadas pelo homem, como observado na bacia do rio São João, no Rio de Janeiro.

## Ecologia
A espécie vive em grupos de três a quinze animais, formados por indivíduos reprodutores e não reprodutores, adaptando-se a uma área de coleta pequena, como foi comprovado em populações desses símios estudadas no Rio Grande do Norte: de 0,5 ha. a 35,5 ha. Isso se deve provavelmente ao fato de possuírem uma dieta rica em goma, que permite que os animais explorem outros tipos de alimento, além de frutos, em meses de escassez.

## Alimentação
Os saguis-de-tufo-branco são onívoros e alimentam-se de sementes, flores, frutos, néctar, artrópodes, moluscos, filhotes de aves e mamíferos, anfíbios e pequenos lagartos. São também especialistas em goivagem, ou seja, escavam buracos nas árvores que produzem goma, que é sua base alimentar.

## Reprodução

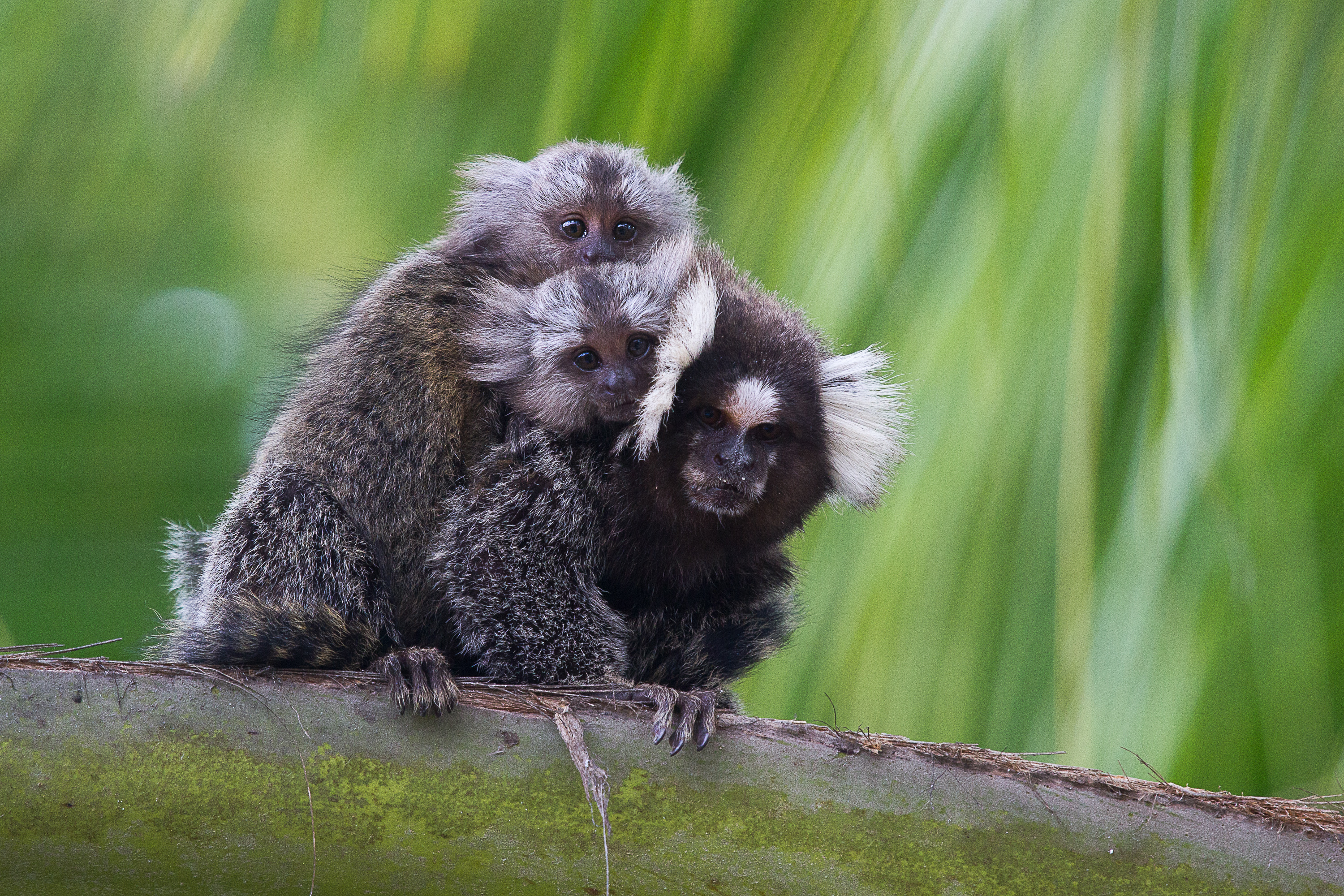
Fêmea com filhotes

Os saguis-de-tufo-branco atingem sua maturidade sexual entre os treze e quatorze meses. O período de gestação varia entre 140 e 160 dias. Nascem dois filhotes a cada gestação, os quais já são relativamente grandes. Os filhotes são aleitados por 70 dias, embora alguns mamem até os 100 dias. Aos 30 dias após o nascimento, os filhotes já são capazes de segurar alimentos com as mãos ou os comem diretamente na boca.

## Galeria

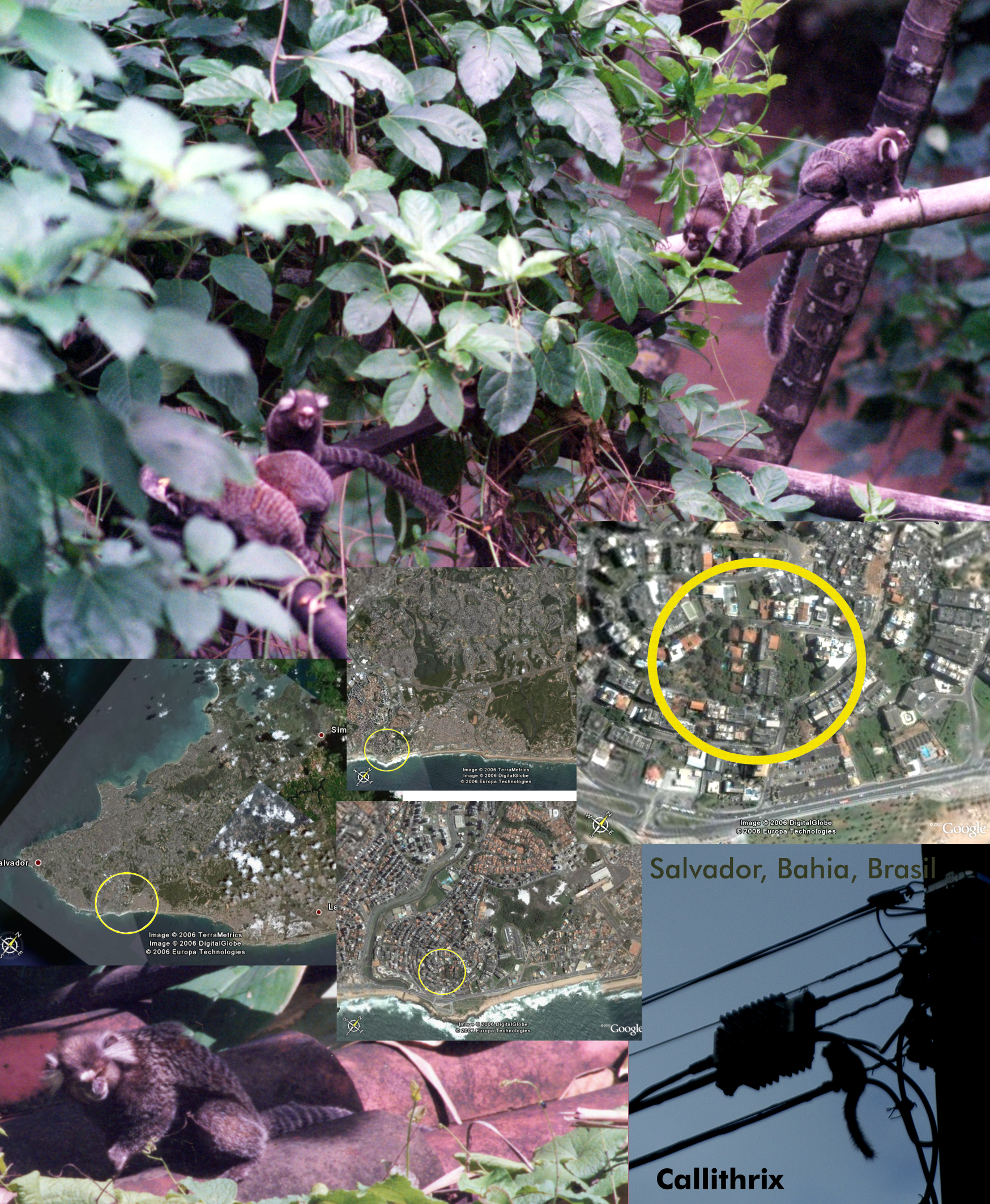
Bando adaptado a manchas de mata de áreas urbanas de Salvador, Bahia
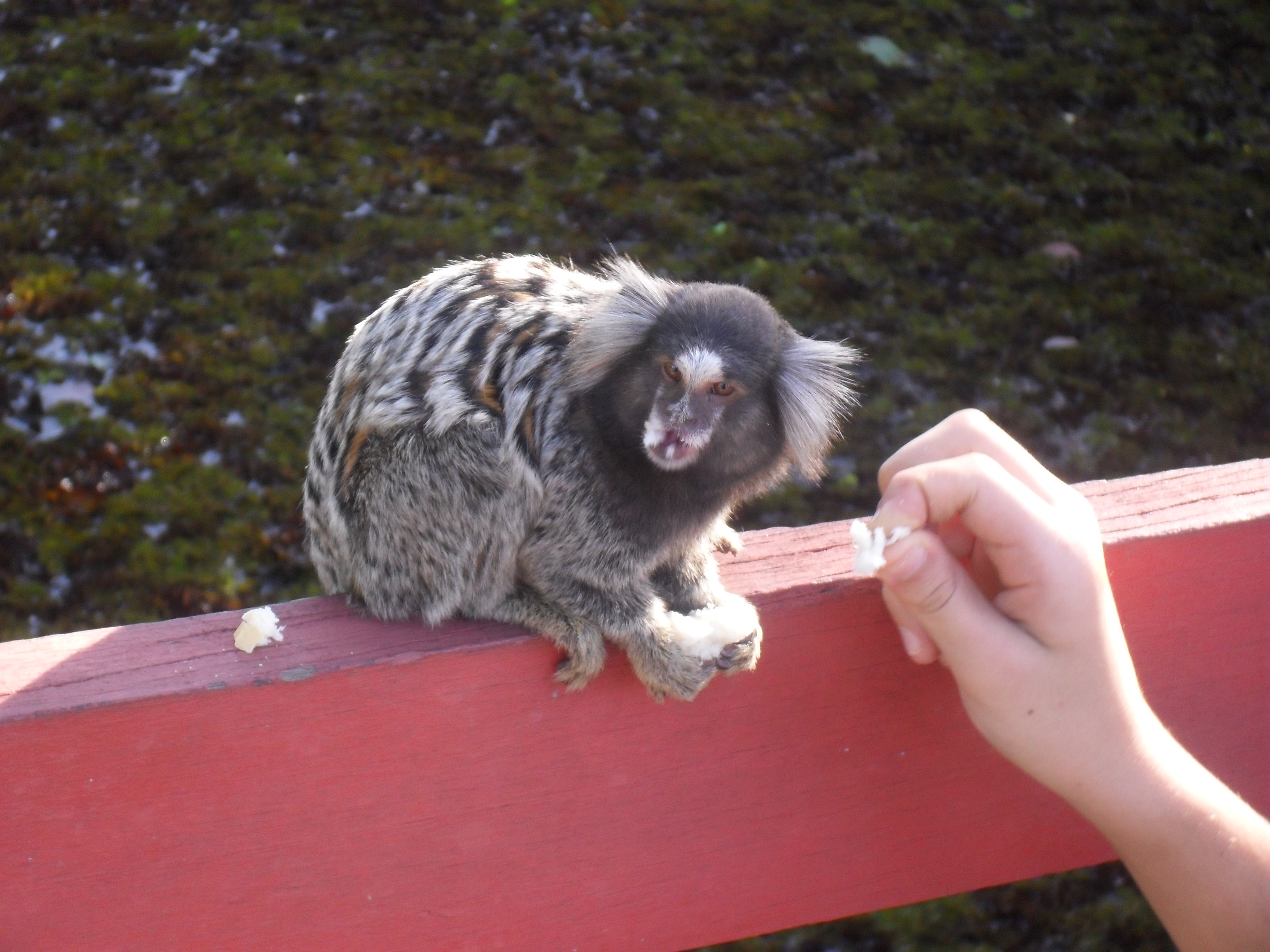
Um sagui no bosque da Barra, um parque ecológico do Rio de Janeiro
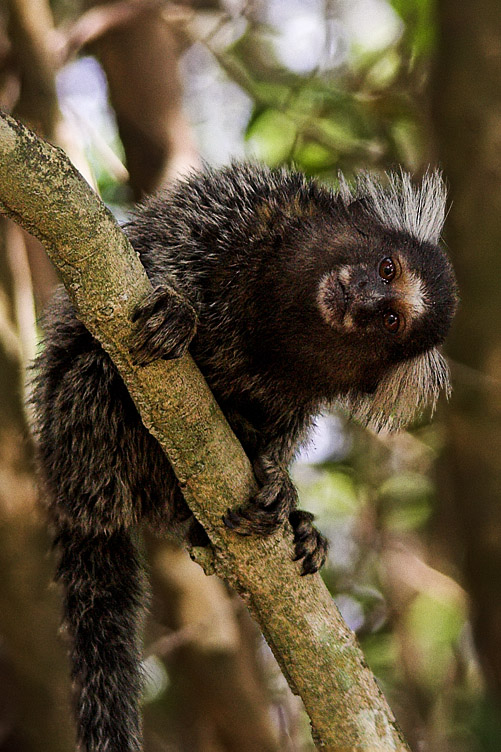
Adulto em Tibau do Sul, Rio Grande do Norte
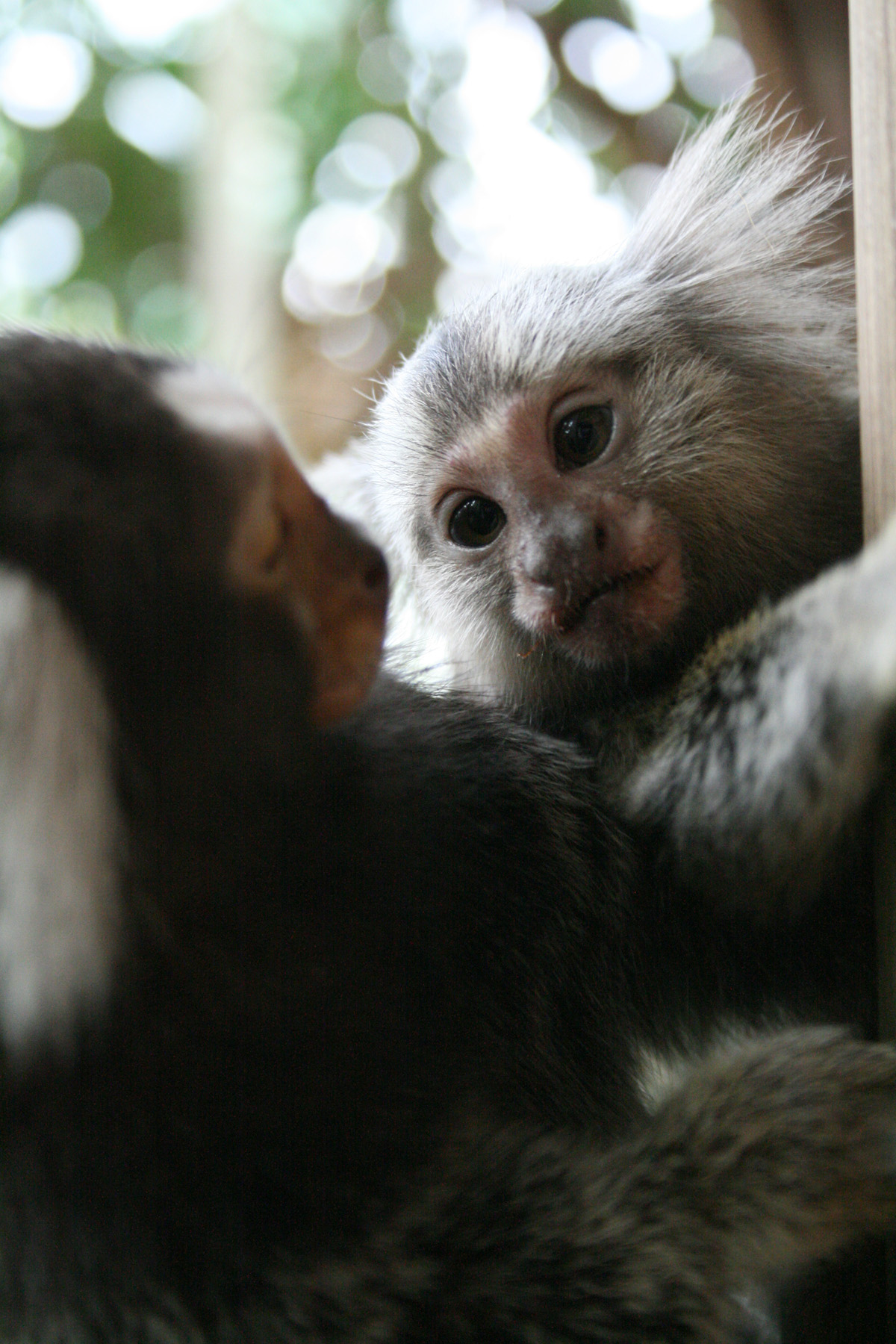
Num zoológico de Viena, Áustria
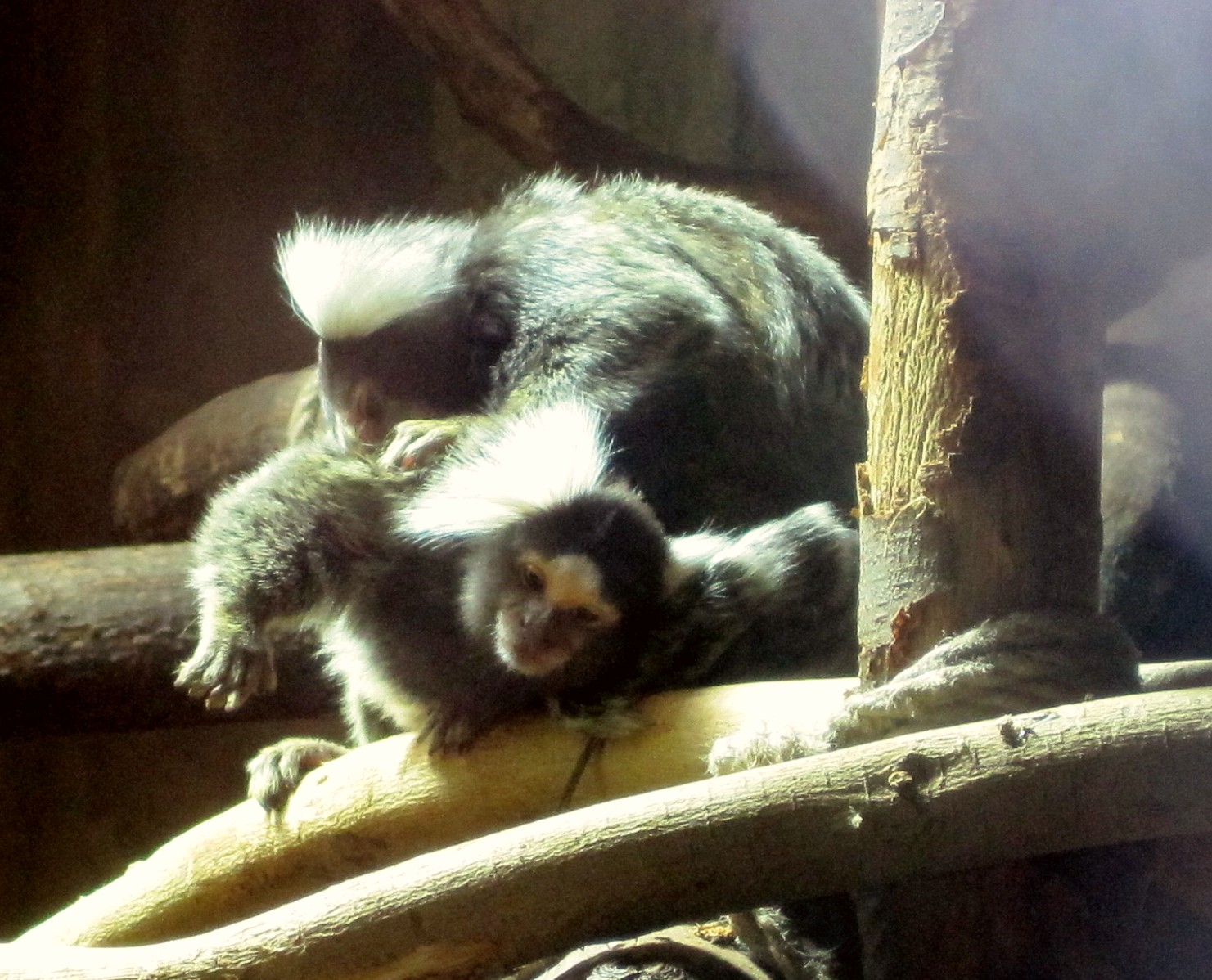
Um casal num zoológico de Hanôver, Alemanha
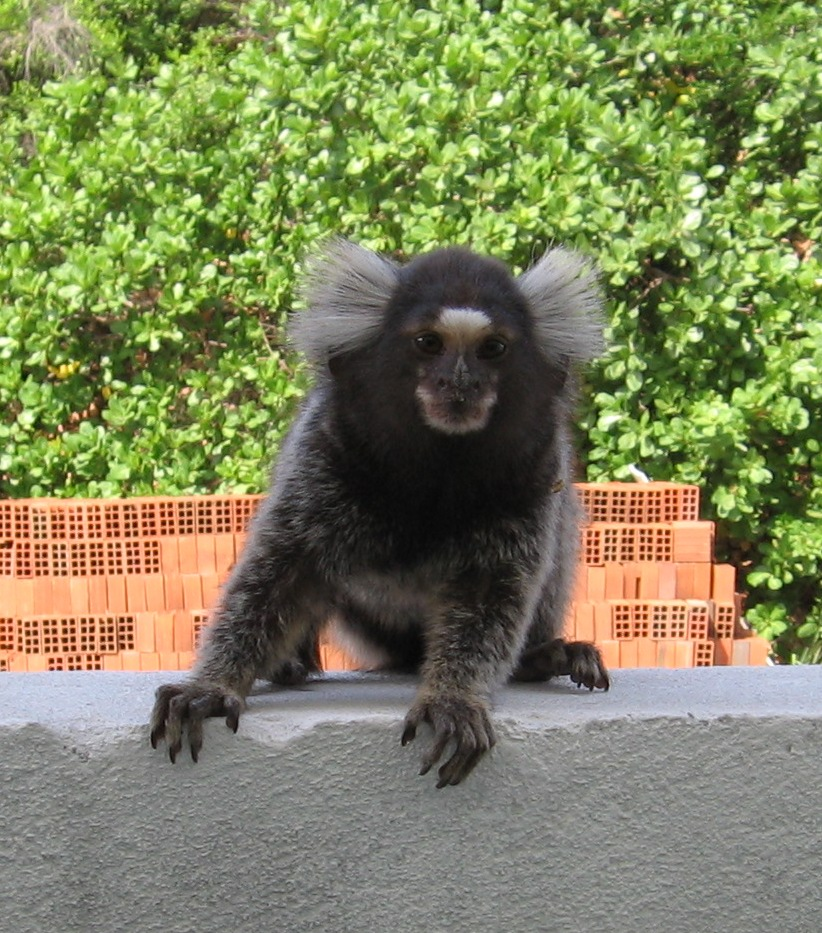
Buscando comida nos arredores do seu hábitat
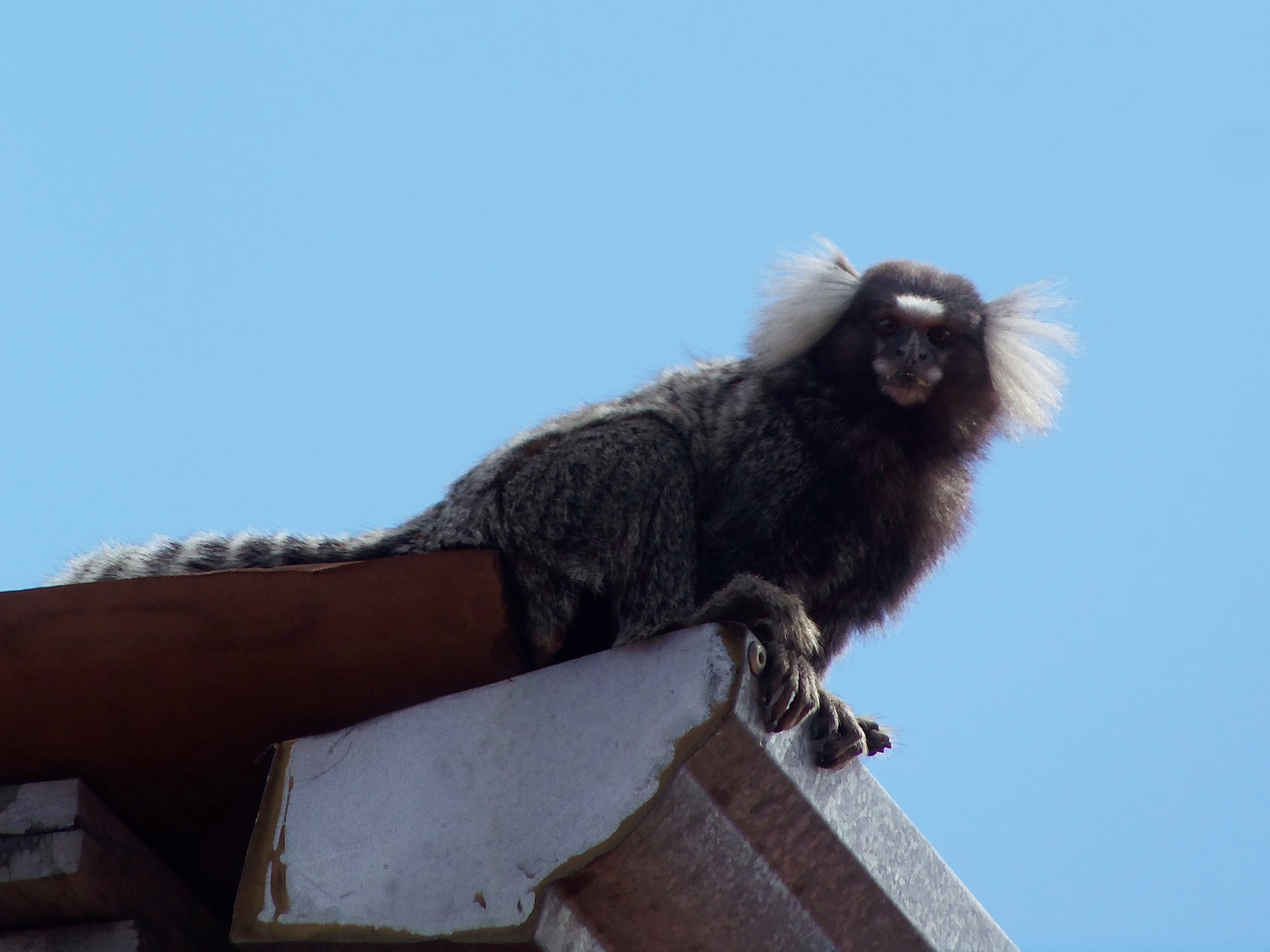
Repousando sobre um telhado residencial na cidade de Camaçari
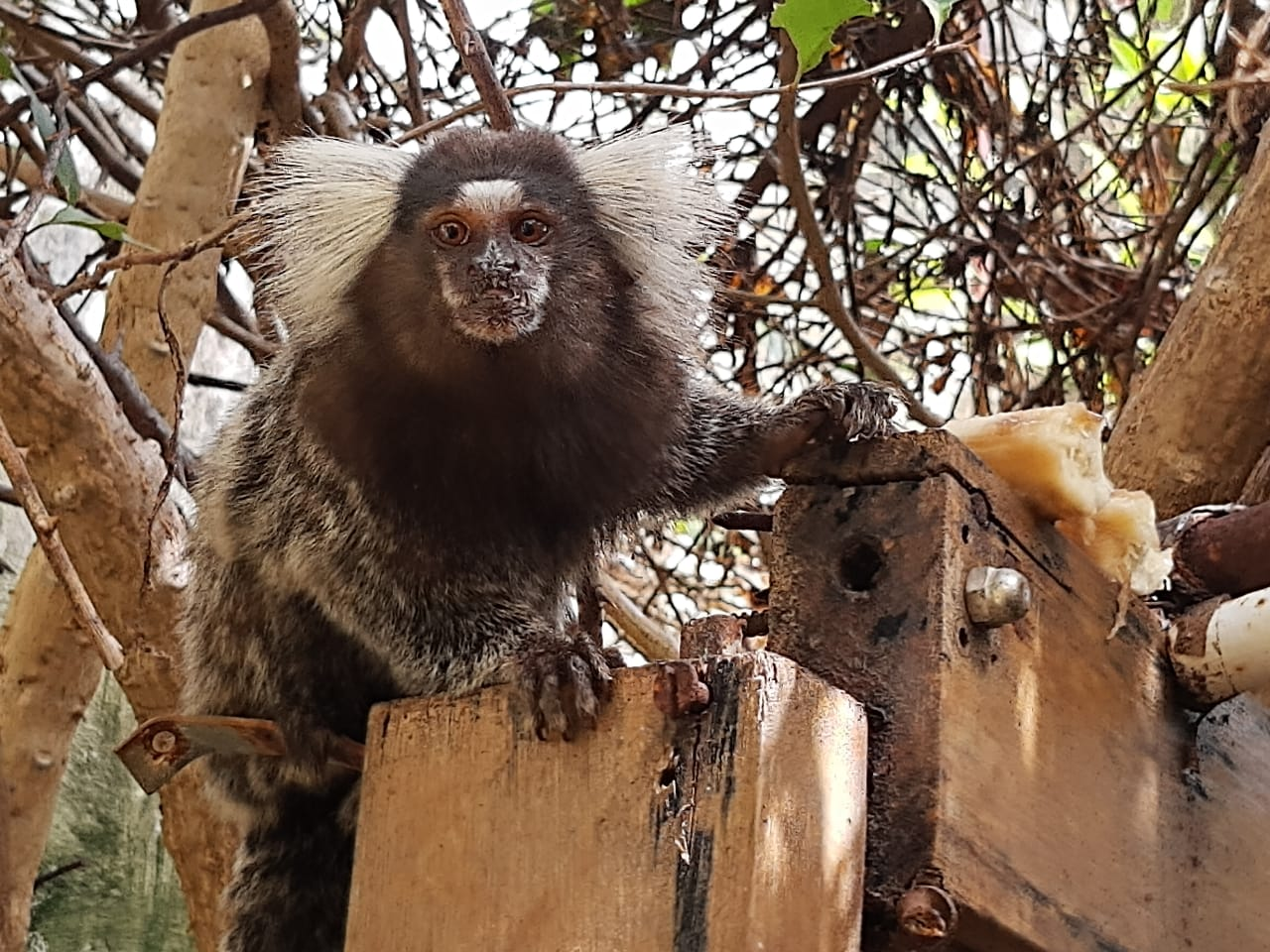
Sagui-de-tufo-branco em residência em Paulista, Pernambuco
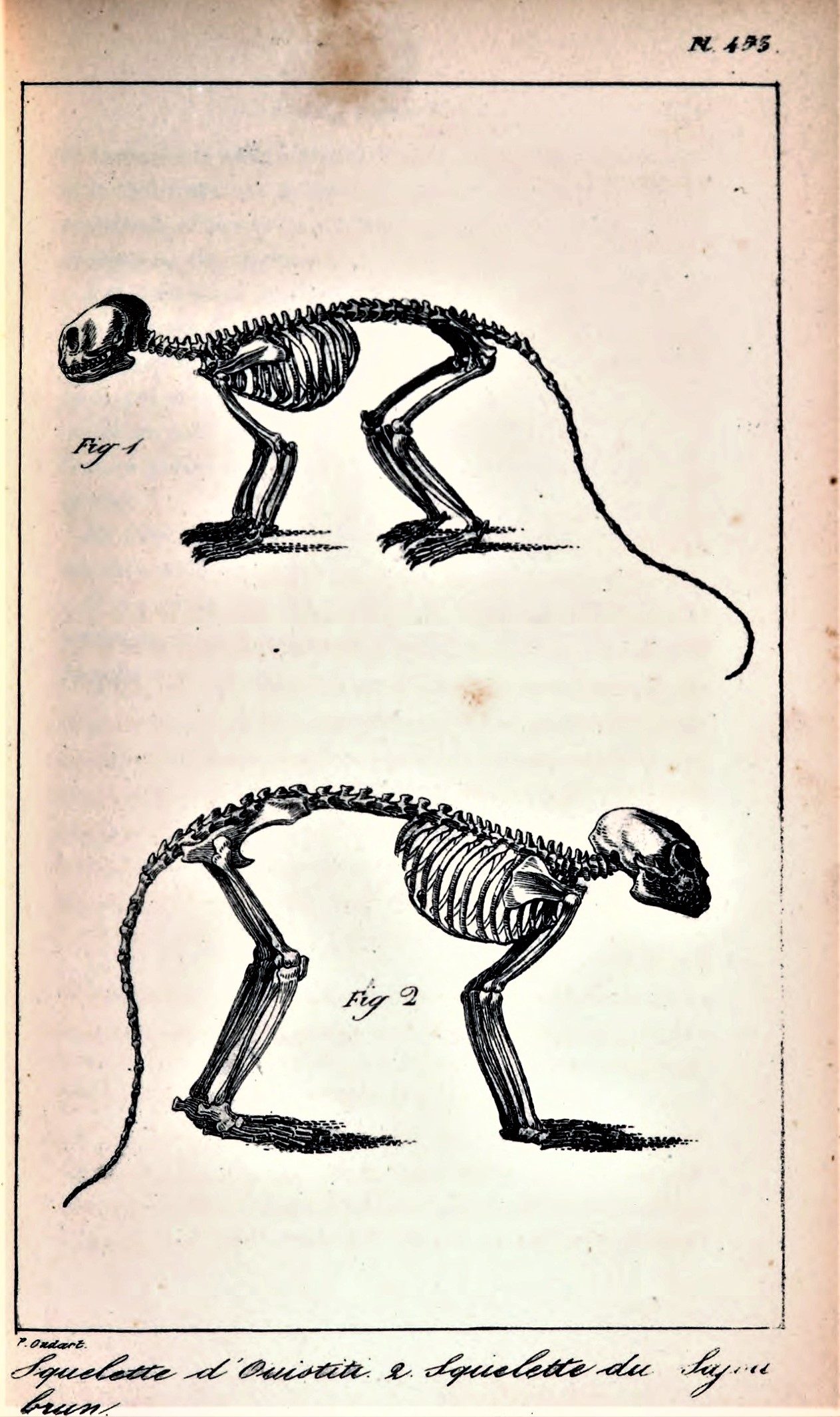
Esqueleto de Sapajus apella & sagui-de-tufo-branco, 1831
Iconografia Zoologica, 1700-1880
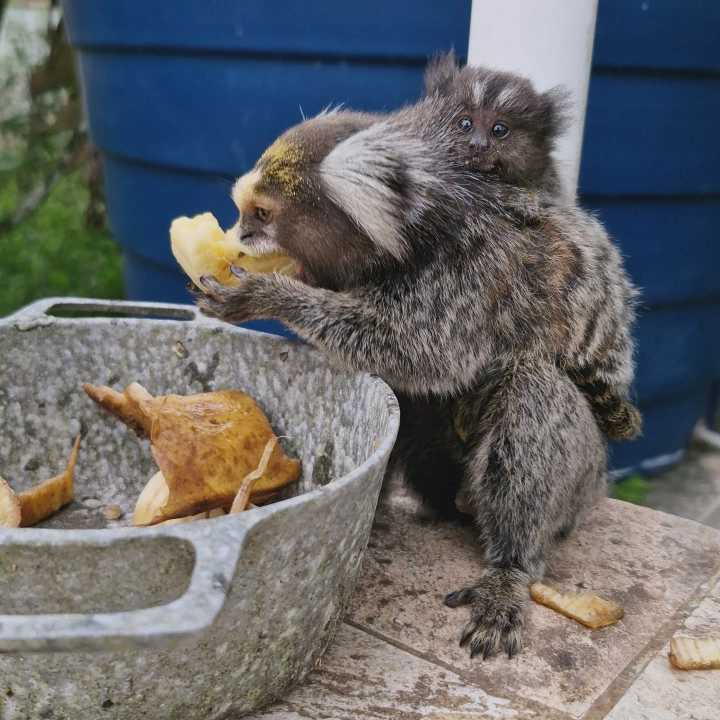
Sagui-de-tufo-branco com filhote, comendo banana em Itanhaém, Estado de São Paulo, área de transição da Mata Atlântica.